# Mar Saba

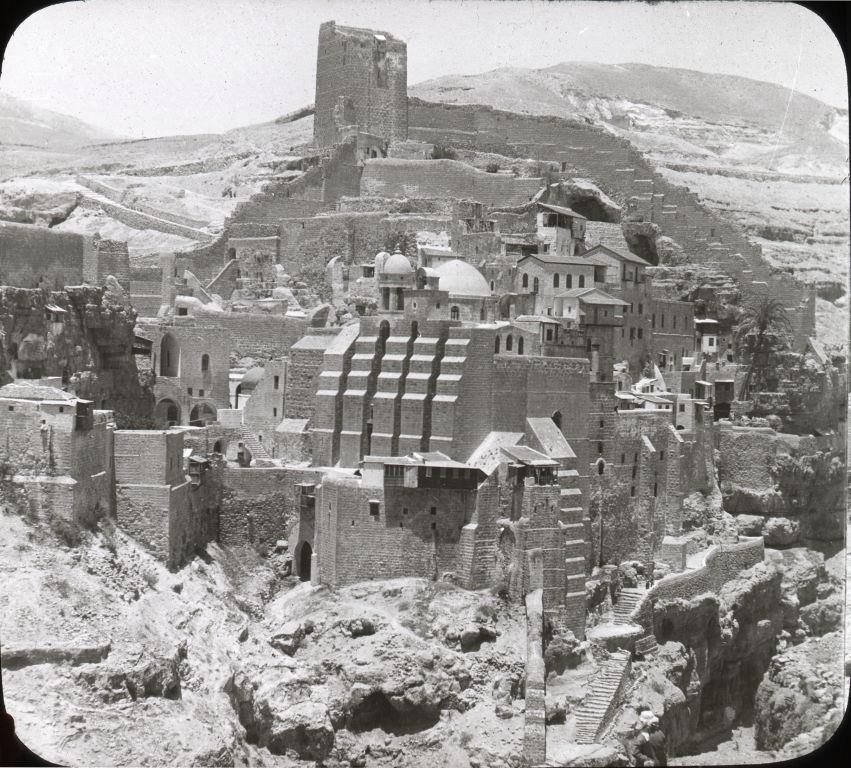
Mar Saba (historische Photographie, um 1910)

Mar Saba, das Sabas-Kloster, die Heilige Laura von Sankt Sabbas (griechisch Ἱερὰ Λαύρα τοῦ Ὁσίου Σάββα τοῦ Ἡγιασμένου, syrisch ܕܝܪܐ ܕܡܪܝ ܣܒܐ, arabisch دير مار سابا, hebräisch מנזר מר סבא) ist ein griechisch-orthodoxes Kloster im Kidrontal in der Wüste Juda, 12 km östlich von Betlehem. Es ist nach seinem Gründer, dem hl. Sabas, benannt. Mar Saba ist eines der ältesten bewohnten Klöster weltweit. Derzeit leben dort etwa zehn Mönche.

## Geschichte
Das Sabas-Kloster wurde 483 als eine Lawra, eine Einsiedlerkolonie mit einer gemeinsamen Kirche, gegründet. Der erste Abt war der Gründer Sabas.
Im 8. Jahrhundert verbrachte der Kirchenvater Johannes von Damaskus dort seine letzten Lebensjahre; auch sein Adoptivbruder Cosmas von Maiuma lebte dort bis zu seiner Ernennung zum Bischof im Jahr 743. Zur Klostergemeinschaft zählten neben Griechischsprechern auch Gruppen von Syrern (Aramäern) und Georgiern sowie in wachsender Zahl Arabischsprecher. Mar Saba blieb auch zur Zeit der Kreuzfahrerherrschaft (1099–1187) als ostkirchliches Kloster aktiv.
Das Kloster pflegte eine seinen Bedürfnissen angepasste Art der Alt-Jerusalemer Liturgie, bis es Anfang des 2. Jahrtausends den Byzantinischen Ritus übernahm. In georgischer Übersetzung erhalten ist das in Mar Saba gebräuchliche spätantike Tropologion (Gesangbuch: georg. Iadgari), bezeugt durch die Handschrift Tiflis H-2123 sowie mehrere Kodizes im Sinaikloster.
Das byzantinische liturgische Typikon des Klosters fand weiteste Verbreitung und wurde in mehrfach überarbeiteter Konstantinopler Form zur andauernden Leitlinie der Kirchen byzantinischer Tradition.
Das Sabas-Kloster war in Spätantike und Mittelalter ein bedeutendes Zentrum georgischer Gelehrsamkeit und Literatur. 864 ließ der im Georgier-Kloster Chandsta (im Nordosten der heutigen Türkei) ausgebildete Mönch Makari Leteteli in Mar Saba durch den Kalligraphen Ammonas das Mravaltavi (Homiliar) Cod. Sinait. iber. 32+57+33+89/N kopieren, das er später dem Sinaikloster stiftete.
Zur Zeit der Abbasiden wurde das Kloster ein führendes intellektuelles Zentrum des entstehenden arabischsprachigen Christentums. Um 885/86 kopierte in Mar Saba der Mönch Antonios David aus Bagdad mehrere arabische Handschriften mit homiletischen und asketischen Texten für das Sinaikloster (Vat. arab. 71; Strasb. Orient. 4226 [arab. 151]; Sinait. NE arab. M35 [Homilien und Hymnen]).
Im Kloster fand Morton Smith im Jahr 1958 die fragmentarische Kopie eines dem Clemens von Alexandria zugeschriebenen Briefs. Dieser enthielt Zitate aus dem heute so genannten Geheimen Markus-Evangelium.

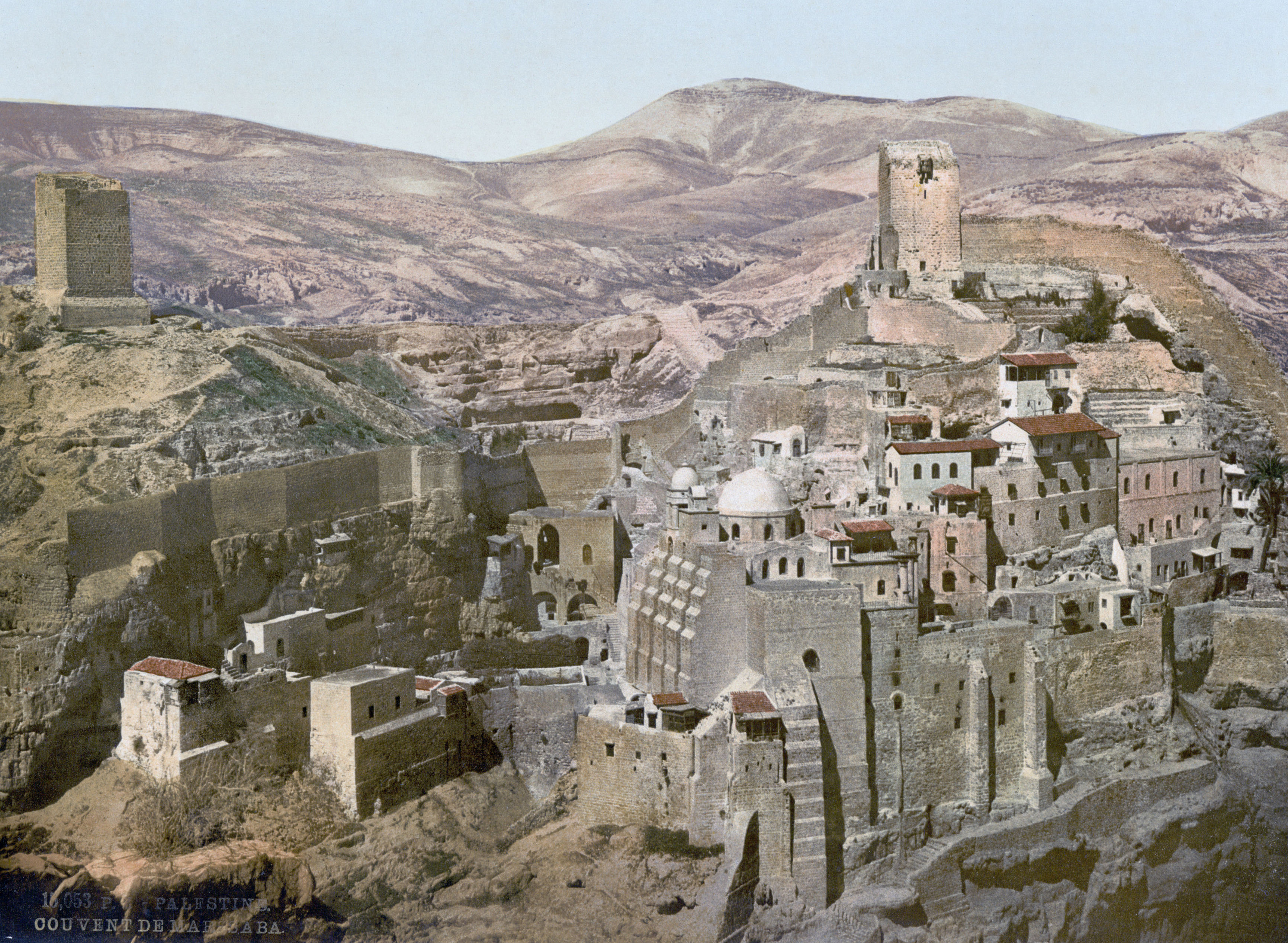
Mar Saba um 1900
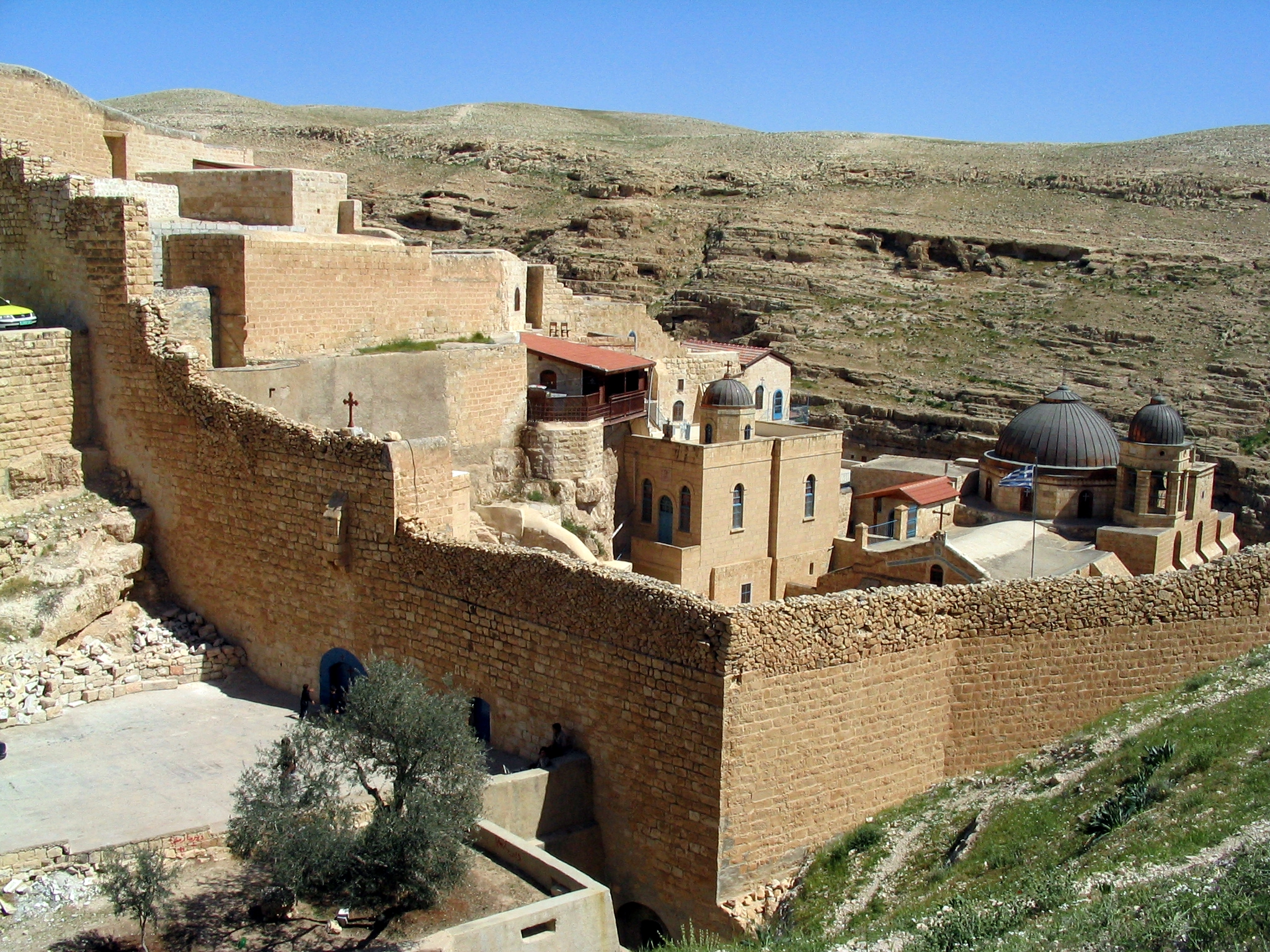
Mar Saba 2005
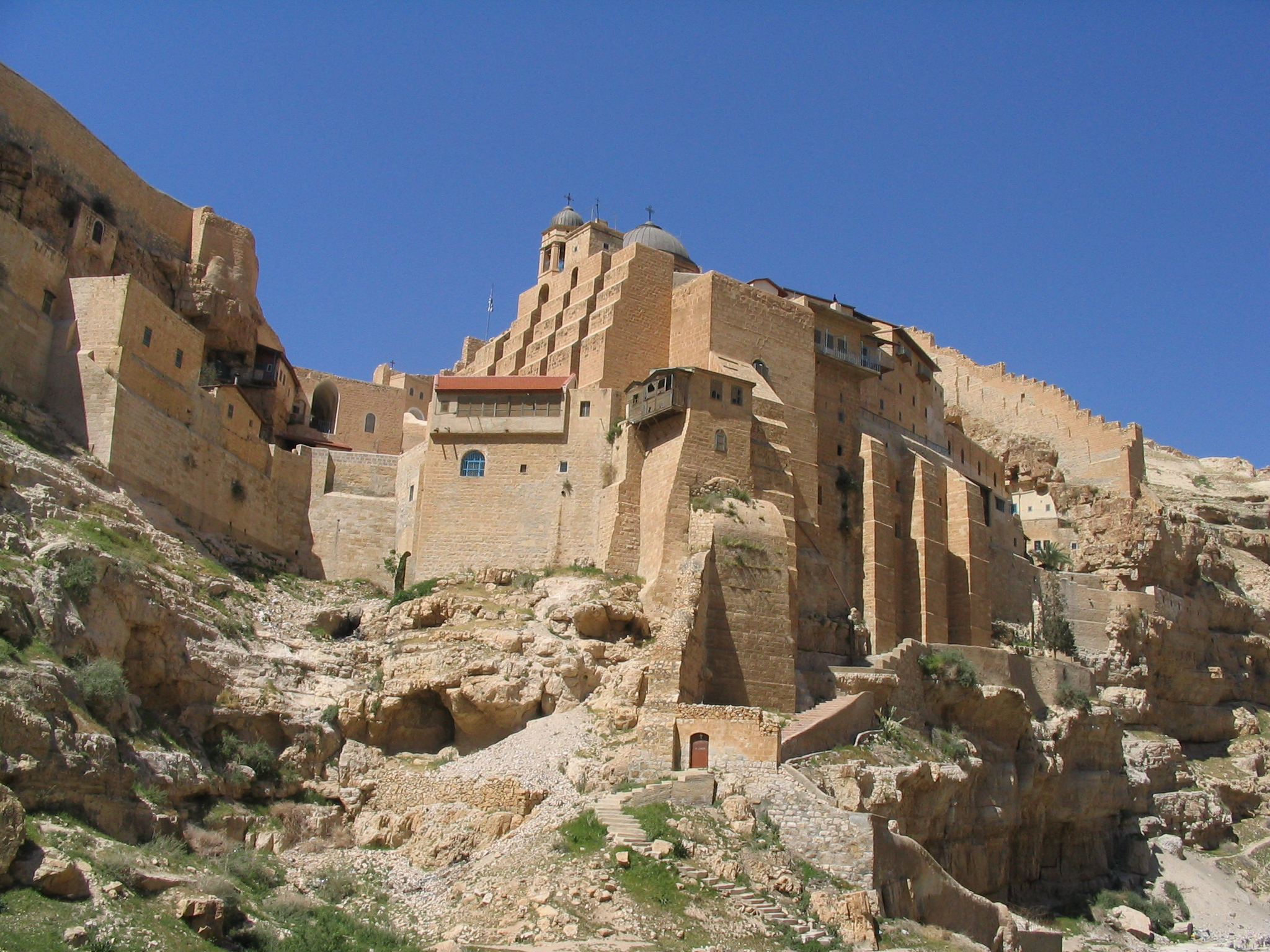
Mar Saba 2005